# 監獄戦艦
監獄戦艦（かんごくせんかん、PRISON BATTLE SHIP）は、LiLiTHのANIME LiLiTHレーベルより発売されているスペースオペラ調のアダルトゲームシリーズである。第1作目は『監獄戦艦 〜非道の洗脳改造航海〜。最新作は『監獄アカデミア』。
本項目では、メディアミックスの#アダルトアニメ、#アダルトビデオ、#小説、#漫画についても記述する。

## 概要
| 2007 | 監獄戦艦 〜非道の洗脳改造航海〜     |
| 2008 | 監獄戦艦IF                          |
| 2009 |                                     |
| 2010 | 監獄戦艦2 要塞都市の洗脳改造        |
| 2011 | 監獄戦艦2 the-Anime                 |
| 2012 |                                     |
| 2013 | 監獄戦艦 PREMIUM BOX                |
| 2013 | 監獄戦艦2 要塞都市の洗脳改造 完全版 |
| 2013 | 監獄戦艦3 熱砂の洗脳航路            |
| 2014 |                                     |
| 2015 |                                     |
| 2016 |                                     |
| 2017 | 監獄アカデミア                      |

本シリーズは、「催眠シチュエーション非触手系ハードエロス」をテーマとするアダルトゲームである。原作ゲームの累計出荷本数は約20万本。メディアミックスの1つの#アダルトアニメとの累計では23万本のヒットを記録している。
ゲーム内容は、選択肢によって分かれていくマルチエンディング制のテキストアドベンチャーで、「主人公の男が序盤でヒロインを拘束・洗脳を開始し、絶対必要となる正常な意識の時間帯と、暗示で陥る異常な意識の時間帯を交互に繰り返しながら性的調教を進め、1ないし2週間ほどのタイムリミットの内にヒロインからの逆転を許さずに洗脳を100%に達せられるか」というのがほぼ共通する大筋の展開である。
同社のセルフコラボとしては、シリーズ各作品に登場するキャラクターの一部がが『対魔忍アサギ 決戦アリーナ』にカードという形でゲスト出演している。
また、『決戦アリーナ』の続編にあたる『対魔忍RPG』のシナリオ「コーデリアのふたり姫」では、同作の主人公であるふうま小太郎の眼を通じて『監獄戦艦2』の世界が描かれている。

## 監獄戦艦 〜非道の洗脳改造航海〜
『監獄戦艦 〜非道の洗脳改造航海〜』（かんごくせんかん ひどうのせんのうかいぞうこうかい、PRISON BATTLE SHIP、KANGOKUSENKAN）は、監獄戦艦シリーズの通算1作目である。通称は監獄戦艦。公式の略記にはKSHがあるが、本記事では当作を『監獄戦艦』や第1作（目）、PREMIUM BOX版を『監獄戦艦PB』、シリーズ全体との混同を避けるため総称を1作目シリーズなどと略記して区別する。
- リエリ・ビショップ
- ナオミ・エヴァンス

などが初登場。
舞台は土星から地球を目指して航海する宇宙戦艦で、日没の無い宇宙生活上のストレス軽減目的で22時を過ぎると必ず自動で青色に切り替わる艦内照明を異常な人格化への誘因（トリガー）に利用する。
マルチエンディングの結末には「ノーマル/グッド/バッド」エンドがある。
『PB』にも収録されているが、一部仕様が異なるため完全移植ではない。
メディアミックスには、#アダルトアニメ、#アダルトビデオ、#小説、#漫画などがある。
書籍、グッズ
- 津田清和 編『nuye / ヌイェ カガミビジュアルワークス』カガミ（表紙イラスト）/直井順也（ライター）、インフィニブレイン、2007年7月27日。：『対魔忍アサギ完全版』『対魔忍アサギ外伝 カオス・アリーナ編』『対魔忍アサギ2 淫謀の東京キングダム』も含めた原画集・設定資料集。
- 『リエリ抱き枕カバー』『ナオミ抱き枕カバー』参照

## 監獄戦艦IF
『監獄戦艦IF』（かんごくせんかんイフ）は、監獄戦艦シリーズの通算2作目である。リリスブランドのオムニバス作品『LILITH-IZM03 IFストーリー編』での収録を初出とし、1作目『監獄戦艦』の約2か月後の「もしものストーリー」を描いているビジュアルノベル作品。『PB』にも収録されているが、一部仕様が異なるため完全移植ではない。
ゲーム内では監獄戦艦 外伝および監獄戦艦 LILITH IZM 03 / FEATURING "IF STORY"の表題だが本記事ではIFで統一解釈とし、省略する際は当作を『IF』、PREMIUM BOX版を『IFPB』などと略記して区別する。
舞台はリエリ編が土星にあるリエリとアマダの夫婦邸、ナオミ編がジャサント号の艦長室。
グッズ
- 『リエリ抱き枕カバー』『ナオミ抱き枕カバー』参照

## 監獄戦艦2 要塞都市の洗脳改造
『監獄戦艦2 要塞都市の洗脳改造』（かんごくせんかんツー ようさいとしのせんのうかいぞう、PRISON BATTLE SHIP 2）は、監獄戦艦シリーズの通算3作目である。1作目シリーズの続編。通称は監獄戦艦2。
本記事では省略する際は当作を『2』、the-Anime版を『2A』、完全版を単体DL版は『2完』、PREMIUM BOX版は『2完PB』、総称を『2シリーズ』などと略記して区別する。
舞台は天王星宙域の小惑星型スペースコロニー・コーデリアであり、ヒロインとして同国の次期大公マヤ・コーデリアとその補佐役であるアリシア・ビューストレーム、そしてキリア・イェフが初めて登場する。
国民の誰もが6時・12時・18時に日常的に聴いている教会の鐘の音を異常な人格化への誘因（トリガー）に利用する。
マルチエンディングの結末には「アリシア/マヤ/W（ダブル）/バッド」エンドがあり、アリシアとマヤエンドにてクロージングクレジットが流れる。後述のカガミの画集『irenka』にはアリシアエンドとWエンドを基にした公式外伝ストーリーが掲載されている。
メディアミックスには、#アダルトビデオ、#小説、#漫画などがある。
書籍、音楽、グッズ
- カガミ 著、津田清和 編『irenka / イレンカ カガミビジュアルワークス』そのだまさき（小説）/直井順也（ライター）、インフィニブレイン、2011年2月25日。：『対魔忍ムラサキ 〜くノ一傀儡奴隷に堕つ〜』『鋼鉄の魔女アンネローゼ』も含めた原画集・設定資料集。
- 『LILITH VOCAL COLLECTION』参照
- 『アリシア抱き枕カバー』『マヤ抱き枕カバー』『リエリ抱き枕カバー』参照

### 監獄戦艦2 the-Anime
『監獄戦艦2 the-Anime』（かんごくせんかんツー ジ・アニメ、KANGOKUSENKAN 2 THE ANIME）は、監獄戦艦シリーズの通算4作目である。リリスブランドのオムニバス作品『LILITH-IZM06 デジアニメwithリリー&リリア外伝』での収録を初出とし、『2』でユーザーの人気が高かったものから抜粋したアダルトシーンをアニメーション化した、いわゆる短編・選集的な1回目のリメイク。
後述の『2完』がリリースされたことで統合扱いとなったが、唯一画面サイズだけが当作時点のものとは異なっている。

### 監獄戦艦2 要塞都市の洗脳改造 完全版
『監獄戦艦2 要塞都市の洗脳改造 完全版』（かんごくせんかんツー ようさいとしのせんのうかいぞう かんぜんばん、PRISON BATTLE SHIP 2、KANGOKUSENKAN 02 COMPLETE VERSION）は、監獄戦艦シリーズの通算6作目（同時発売の『PB』を後とすれば5作目）である。『2』と『2A』を統合した2回目のリメイク。単体としてはダウンロード販売のみだが、同時発売の『PB』にも収録されている。
『2A』では一部抜粋にすぎなかったアニメーション化の増量、新たなCGやシナリオの追加、画面サイズの拡大、GUIのデザイン変更などが施されている。

## 監獄戦艦 PREMIUM BOX
『監獄戦艦 PREMIUM BOX』（かんごくせんかん プレミアム ボックス）は、監獄戦艦シリーズの通算5作目（同時発売の『2完』を先とすれば6作目）である。シリーズ作品のうち、『監獄戦艦 〜非道の洗脳改造航海〜』、『#監獄戦艦IF』。『監獄戦艦2 要塞都市の洗脳改造 完全版』を画面サイズを変更したうえで同時収録し、特典としてCDアルバム『監獄戦艦 ORIGINAL SOUNDTRACK』が同梱されたタイトル。

## 監獄戦艦3 熱砂の洗脳航路
『監獄戦艦3 熱砂の洗脳航路』（かんごくせんかんスリー ねっさのせんのうこうろ、PRISON BATTLE SHIP 3 BRAINWASHING ROUTE OF BOILING SAND）は、監獄戦艦シリーズの通算7作目である。『2シリーズ』の約2年後から描かれる続編。通称は監獄戦艦3。
パッケージ版には主題歌『熱砂ノ薔薇』を含む「スペシャルサントラCD」、ラフ資料集「監獄戦艦3 model sheets」、「立ち絵ギャラリー」の特典が付く。出荷本数は約2万本。
本記事では省略する際は当作を『3』と略記して区別する。
- ベアトリス・クシャナ
- キラ・クシャナ

などが初登場。
- リエリ・ビショップ[注 2]
- ナオミ・エヴァンス

がゲストで共演している。
舞台は暴走させられたテラフォーミングで海の性質を持つ砂漠と化した火星を航海する高速戦艦で、夜の訪れを表現するために19時を過ぎると必ず自動で赤色に切り替わる艦内照明を異常な人格化への誘因（トリガー）に利用する。
マルチエンディングの結末には「GOOD/ベアトリス/キラ/BAD」ENDがある。
メディアミックスには、#漫画などがある。
音楽、グッズ
- 『LILITH VOCAL COLLECTION』参照
- 『ベアトリス抱き枕カバー』『キラ抱き枕カバー』『ナオミ抱き枕カバー』『リエリ抱き枕カバー』参照
- 『キラ完成塗装済フィギュア』参照

## 監獄アカデミア
『監獄アカデミア』（かんごくアカデミア、PRISON ACADEMIA）は、監獄戦艦シリーズの通算8作目である。初の外伝（スピンオフ）で“監獄戦艦 10tn ANNIVERSARY（10周年）”記念作品。
#キャラクターのデザイン/原画は同社の別ゲーム数作を担当した経歴を持つSian、監督はほぼ同じスタッフが手掛ける対魔忍シリーズの1作を担当した経歴を持つ春山武蔵がそれぞれ初参加。
パッケージ版には同社の別ゲーム『対魔忍アサギ 決戦アリーナ』で使用できる限定カード用シリアルナンバー、カヒーナムジカが歌う『Wolf And Reaper』を含む「スペシャルサントラCD」、「立ち絵ギャラリー」の特典が付く。
本記事では省略する際は『アカデミア』と記して区別する。
- ユーリア・ブラッドストーン
- エリザ・パールマン

などが初登場。
舞台はテラフォーミングされた太陽系外縁天体に建設されたドーム型都市内の士官学校で、時報のチャイムを異常な人格化への誘因（トリガー）に利用する。
演出ではアドベンチャーパートでのまばたき動作、アダルト（H）シーンでのバックグラウンドボイスON/OFF機能などがシリーズで初採用された。
クロージングクレジットは通例のエンドロール方式ではなく、BGM「Wolf And Reaper Short ver」と合わせていたオープニングムービーの構成を変え、原曲である「Wolf And Reaper」と合わせたフルバージョン（フルコーラス）方式となっている。

## ストーリー・設定

### ストーリー
監獄戦艦テラフォーミングの技術が進み、人類の活動域が太陽系全体にまで広がった時代。宇宙連邦が設立されてもなお、地球以外の地域の出身者である宇宙人類（ニュー・ソラル）と、地球人（ネオ・テラーズ）との対立は解決されていないままだった。宇宙連邦軍の少佐ドニ・ボーガンは、要人を乗せるための戦艦ジャサント号の艦長も務めていた。だが、この戦艦には、宇宙人類側の要人の暗殺や誘拐も行うという裏の顔があった。男は殺し、女は強姦する。そして、女を洗脳するのも、彼らの得意とする技だった。
監獄戦艦IFボーガンの姦計は予定通り達成された。そしてボーガンは次なる野望としてリエリとの結婚を実行に移す。
「もしも」の設定のため、『2』へと続く本編内ではアマダとの離婚およびボーガンとの再婚はボーガン自身からリエリに厳命し禁じている（その方が諜報活動に都合が良いため）。
監獄戦艦2/完全版ネオ・テラーズとニュー・ソラルの対立が続く中、天王星の小衛星にして宇宙要塞都市国家・コーデリア公国が勢いを増してきた。次期大公マヤ・コーデリアはある思いを胸にニュー・ソラル側についた。そして、ネオ・テラーズのディノ・ディラッソは彼女を毒牙にかけようと企んでいた。
前作『監獄戦艦』でニュー・ソラル艦隊に拿捕され投獄されるも洗脳の続行は可能なことを匂わせて終わる「バッドエンド」の後、脱獄に成功し現在に至るという展開である。そのバッドエンドでは主要乗員のハンス、ウーログ、インゲボリ、マグヌスが爆発事故で死亡するため、『2シリーズ』で生存している展開とは一部矛盾が生じている。なお、その『2シリーズ』含む続編での回想では固有名ではなく「優秀な部下を失ったが」という不特定多数に変更されている。
監獄戦艦3宇宙連邦軍少佐の職を退いたボーガンは、ディ・エルデという組織を立ち上げ、宇宙連邦に刃向うことにした。ディ・エルデの脅威に気付いたネオ・テラーズとニュー・ソラルは、一時休戦し、ディ・エルデに立ち向かうが、ディ・エルデの本拠地であるコーデリア宙域で敗北を喫した。
監獄アカデミア

### 設定
世界観は地球以外の太陽系の一部天体がテラフォーミングによって移住可能になった未来SFである。なお、月や水星のような極端に環境が異なっている星のテラフォーミングは不可能となっている。
軌道エレベータや、各天体の衛星を利用しての小惑星型を主流としたスペースコロニーも実用化され、兵器には宇宙戦艦・フェイザー・巨大ロボット・バリア・ブラスターなどが登場する。人類以外の宇宙人は存在していないが、アンドロイドは実用可能一歩手前というレベルで、人間を被験体としたものと、ウマを被験体とし実用化されたものの2種類がある。同じスペースオペラを題材としながら様々な惑星の宇宙人が実存する同社の別ゲーム『装甲騎女イリス』と比較するとリアリティ重視のハードSF寄りとなっている。
ワープ技術は超光速航法としては実現していないが、人体を傷つけずに体内へ直接薬剤などを投与できる特別な注射に限った瞬間移動技術が『3』の時代に最先端扱いで登場する。独自の文化での画線法が主流化しているような背景も見られる。地球産の天然の食品は希少性が高く、宇宙に住む者は滅多に口に出来ず、“女帝”“魔女”と恐れられるベアトリス・クシャナですら警戒心を緩め、従兵を連れずにアダモ（ボーガン）と2人だけの艦長室での夕食会に赴いてしまったほど。
暦は主に3つに大別され、地球暦2210年に宇宙暦が、宇宙暦45年に新宇宙暦がそれぞれ制定され、最新作『アカデミア』の時代での新宇宙暦は2年。
洗脳関係
ジャサント号『監獄戦艦』にてリエリとナオミを洗脳改造する舞台となる、ドニ・ボーガン少佐が艦長を務める要人輸送用新鋭戦艦。艦首に2門のフェザー砲と4門の魚雷発射口を備える。リエリとナオミの工作で合流したニュー・ソラル艦隊に拿捕され失われた。
イェルケル号『2シリーズ』に登場する、ボーガン扮するディノ・ディラッソ中佐が艦長を務める要人輸送用戦艦。アリシアとマヤの1日の洗脳の最後に行われるメンテナンスでの用途が主で、性的調教する舞台の大半は都市全域だが、ルート次第ではキリアの性的調教が行われる。キリアの協力で正気を取り戻したアリシアの命令で接収（封印）されたと語られたのが最後で、その後の動向は不明となっている。
トリスタン号『3』にてベアトリスとキラの母娘を洗脳改造する舞台となる、ボーガン扮するリブラ軍大佐セリオ・アダモが艦長を務める高速砂海戦艦。火星の「砂海」を航行するための設計が成されており、重水素を燃料にしてエンジンコア内での核融合で生じるプラズマをエネルギー源として、スクリューを回転させて推進力を得ているが、地球暦2256年の劇中では原始的な推進システムと呼ばれている。
洗脳ラボ/洗脳装置（メモリープラント）主に艦長室と直結した場所に建造される秘匿部屋/装置であり、“都合の良い人格＝別人格”を形成させるための薬物投与およびナノマシン移植による脳改造、その別人格に切り替える誘因の暗示、女性器と同等の性感帯に変えたり精液を美味化させる口内へのフェラドール手術やザーメンドール手術、媚薬ウイルス感染やテレポーテイション注射などによる肺・尿道・骨格の性器化、一度はめると外科手術なら陰核亀頭ごと切除するしかない特別なクリトリス・ピアッシング処置、元人格のマイクロチップへの移植保存などといったあらゆる身体改造を施すことも含めた高度な機密施設。チップに移植した元人格は自由に出し入れ可能となるメリットがある一方、最長でも3年ほどで“魂の消失”と呼称される現象によって単なるデータと化してしまうため2度と復元不能となるデメリットもある。洗脳に当たっては「渉外」など、別の言葉がキーワードとして用いられる。なお、ボーガンは興味を持たないとしているものの、洗脳対象自体には男女の区別は無い。『アカデミア』に至るまでに蓄積された技術は“悪魔の超機密テクノロジー”と揶揄されるまでになり、装置一式としての貸与も可能になった。
勢力関係
ネオ・テラーズ（Neo terras）地球における四大国「欧州ロシア連邦」「太平洋アメリカ連邦」「大東亜連邦」「大中華人民共和国」の総称。地球派とも。総人口は65億人。
ニュー・ソラル（New solar）スペースコロニーおよび植民星など地球外地域出身者を中心とするグループ。植民星派とも。総人口は12億人。
ソラル・ギャラクシー教ニュー・ソラルで信仰されている宗教。略記はS・G。その中でもユーリア・ブラッドストーンが信徒でもある聖典派は男女の婚前における性行為を禁忌としているなど厳格な教派で知られる。
タイタンニュー・ソラルが本拠地とする土星の衛星。リエリとアマダの夫婦邸がある。
宇宙人類連合会議火星都市、植民星、スペースコロニーの出身者によって設立。
コーデリア公国（Principality of Cordelia）『2シリーズ』から登場する、人口353万人の太陽系最大となる要塞型人工天体都市で、特殊なテラフォーミングが施されている。立憲君主制の政治形態が執られ大公が国家元首を務める。要塞内部は地球環境を模した居住空間が設けられている。天王星の衛星のうち最も内側を回るコーディリアを核として建造されたこの都市国家は、特殊な液体金属ウラノスの産出、合金装甲の生産・加工技術を独占しており、衛星の表面も「ウラノス合金装甲」でおおわれている。
ビキニアーマーを彷彿とさせる装飾の衣装にマントを羽織っていたり、レイピア風の両刃の剣を得物に用いるなど、ところどころにサイエンス・ファンタジー的な文化も持つ。
ディ・エルデ（Die Erde）コーデリア公国を中心としたネオ・テラーズとニュー・ソラルに次ぐ第三の勢力。初代議長の座についたボーガンが設立させる。
火星かつてはテラフォーミングにより緑が生い茂る資源溢れた星であったが、ネオ・テラーズとニュー・ソラルの二大勢力の深刻な対立によって火星都市国家間の代理戦争の際、ベアトリスがテラフォーミング用プラントを破壊したことにより装置が暴走。その結果、火星の環境は激変して地表には広大な「砂海」が誕生することとなり、ベアトリスによって火星の8割が支配されるに至った。
砂海（さかい）火星に発生した水の性質をもつ特殊な極小砂から成る海。あらゆる精密機械との相性が最悪であり、どんな隙間にも入り込み普通の砂のように詰まらせてしまう。
クシャナ軍『3』から登場する火星市民解放軍。第3次コーデリア宙域の戦いののち、ネオ・テラーズとニュー・ソラルの影響力が急速に低下し、当時ネオ・テラーズの火星方面軍司令長官だったベアトリスの反乱によって火星に設立される。本拠地は人口800万人を数える火星第2の都市・ペルセウスシティ。
ユーラシアンベアトリス・クシャナの夫であるルキウス・ロマノフの一族が支配する超巨大企業。
ヘルメス2150年ごろに発見された太陽系外縁部にある辺境惑星。
カールソン学園惑星ヘルメスにある宇宙連邦軍士官学校。中立的にニュー・ソラルとネオ・テラーズ双方の穏健派によって設立されたが、ヘルメス紛争以降は事実上のニュー・ソラル派エリート養成学校へと様変わりしている。生徒会と学園憲兵隊が2大権力。在籍生徒数は3,000人。
ヘルメス自由軍アルベルト・ペインがカールソン学園を隠れ蓑にし、自身に賛同してくれた仲間や洗脳で懐柔させた生徒などの200名余から成る地下組織を前身とする。現宇宙を表社会から牛耳るニュー・ソラル、ネオ・テラーズ、ディ・エルデのいずれにも従属しない中立的な立場を得るために、歴史の陰で決して廃れることなく裏社会から太陽系を牛耳る最大の犯罪組織ディアモントを吸収することによって確固たる地位を築き、惑星ヘルメスを闇のパラダイスへと変え新たな自治政体とした。その一方で、ヘルメス紛争後のニュー・ソラルによる戦争犯罪や非人道的な迫害を受けた遺児たちが多くを占めており、ことあるごとにネオ・テラーズの名を叫んで礼賛する。
兵器関係
ガンタートル（Gunturtle）『監獄戦艦』から登場する、宇宙連邦軍の陸戦部隊に正式採用されている自走ロボット兵器。通常は全長50センチほどの球体形態で移動し、飛翔が可能となる全長150センチほどの戦闘形態に変形する。20ミリ速射砲1門とフェーザーマシンガン2門による火力と銃弾を物ともしない装甲は「最悪の対人兵器」と揶揄され、ガンタートル1機で完全武装の歩兵三個小隊の戦力に匹敵すると云われる。その一方で、専用ゴーグルと小型端末を用いてプログラミングによる操作体系から取り扱いが難しく、正式兵器ながら戦場で見ることは稀である。
装甲騎（そうこうき、Armoring knight）『2シリーズ』から登場するコーデリア公国が開発した人型有人ロボット兵器であり、「コーデリア宇宙軍に歩兵を」という戦略思想の下に開発された。小型の機体の動力には宇宙戦艦同様の重水素核融合炉を備え、コーデリアのみが保有する「ウラノス合金装甲」によって中型戦艦級の装甲強度を持つ。そして中型戦艦の主砲に匹敵する専用の携帯小火器とその他オプション兵器を操り、宇宙を自在に疾駆することができる。デビュー戦である「木星宙域軍閥掃討作戦」においては装甲騎6機2個小隊で1機の被害も出さず、重装備の敵戦艦計9隻を大破または撃沈させる大戦果を挙げ、「宇宙戦艦キラー」と揶揄されるようになった。最大の弱点はウラノス合金装甲に覆われていない関節部や背面の防御力（ただしツヴァイは除く）および航続距離と移動速度の問題であり、それをカバーするため後者はチヌーク強襲輸送艇により3機を高速運搬する戦術が確立されており、前者は「第2次コーデリア宙域の戦い」の中で対装甲騎魚雷「ゴネリル」の対抗策として複数機で円陣を組む密集隊形がアリシアによって考え出された。当該作よりも4年前に制作された同社の別ゲーム『装甲騎女イリス』にも同名の兵器が登場している。
ヌル（Nuru）コーデリア宇宙軍の量産型装甲騎。形式番号Me109E、全高7.8メートル、全幅4.5メートル、重量6.7トン。カラーはグリーン系で、両腕部にM9フェーザーライフル、肩部にデコイランチャー、背部に装甲騎擲弾、手持ちにM1フェーザーライフルなどを基本装備する。ウラノス合金装甲は機体の前面に限られている。
アインス（Eins）アリシア・ビューストレーム専用の青い装甲騎。ヌルとは頭部、装甲の形状（面積）、装備の配置（向き）などが異なっているが、ウラノス合金装甲は同じく前面のみとなっている。
ツヴァイ（Zwei）マヤ・コーデリア専用の白い装甲騎。形式番号AI-02S。ヌルやアインスとは装備や形状が異なる上、全身がウラノス合金装甲であり、対装甲騎魚雷の「ゴネリル」すら無効化してしまう点で、キリア艦隊に大打撃を与えた。
ウラノス合金装甲天王星の核から産出される特殊な液体金属ウラノスを精錬させた特殊合金。宇宙連邦軍の主力である中型戦艦の主砲「レベル5フェーザー砲」の直撃に耐えるエネルギーの偏向特性を持ち、既存の物理打撃兵器の直撃を耐える硬度をも有している。
ゴネリルネオ・テラーズで開発された高追尾性高速度フェーザー魚雷で、目標物に接近した際に数十発の小弾頭に分裂拡散し、全方位から対象に向けて攻撃が可能である。第2次コーデリア宙域の戦いにおいてネオ・テラーズの新兵器としてキリアが投入するが、アリシアが考え出した密集隊形やマヤの操縦する全身ウラノス合金装甲の装甲騎「ツヴァイ」によって無効化された。
砂海装甲騎（さかいそうこうき、Armoring knight sandsea type）『3』から登場。火星の砂海という特殊な環境に対応させるためにクシャナ軍が開発した、局地戦仕様の装甲騎で、砂海型装甲騎とも呼ばれている。ウラノス合金装甲には劣るも火星産出のコアダイト合金装甲による高い耐性と、戦艦の主砲級の火力を有する。
ドレッドノートクシャナ軍の一般パイロット用の砂海装甲騎。
エクセルシアキラ専用の黒い砂海装甲騎。ドレッドノートとは全く異なる機体で、重装甲騎とも称されるように装甲騎艇アウグスタの約2倍以上の巨体にもかかわらず流麗かつ華麗な機動力も併せ持ち、独自装備の不可視フィールドによる堅牢なシールドによって戦艦の主砲級の砲撃にも耐えうる。小型対艦ジェットミサイル8基、手持ちにライフル2丁などを基本装備する。砂海型超高速潜水艦レイスに曳航されることで海中（地中）ならぬ砂海中から接近し、メックリンガー准将率いるアウグスタ部隊に急襲を仕掛け全滅させた。
装甲騎艇アウグスタ（Augsta）『3』から登場する、ディ・エルデ軍が火星においてクシャナ軍の砂海装甲騎に対抗するために急ごしらえで開発した有人ロボット兵器で、装甲騎もどきとも呼ばれている。人型の上半身にタンク型の下半身を合わせた外見で、クシャナ軍のドレッドノートと同等の火力と機動性と速度を持つ一方、歩兵の榴弾でも破壊できる装甲は脆弱である。
熱光学迷彩ディ・エルデで開発された新型の歩兵用装備。装着者の周囲に重力子プラズマを発生させて光を屈折させ、光学的視認を阻害する。動くと歪みが発生するが、装着者が停止していれば完全に透明化したように見える代物。『3』にてボーガンがナオミに貸し与えた。
スレイプニル（騎兵）『アカデミア』から登場する、6本肢を持つウマのアンドロイドの総称。用途は惑星開拓のための使役用から生体兵器としての軍用まで幅広く、さらに安価で生産が可能なため辺境惑星で特に多用されている。後者では旧世代の騎兵では弱点だった銃撃を克服するための装甲材を纏わせており、ヘルメス特有の自然環境のせいで航空兵器が役に立たず補給も困難という戦場で、実用性の高い小型の戦車とでも言うべき花形兵力となっている。
史実関係
地球暦（E.C）本作における西暦で、最新作『アカデミア』の時代は2256年だが、すでに2つ前の旧暦となっている。
血の8月戦争2209年、四大国（ネオ・テラーズ）による主権侵害に反対した複数の同盟国家に対して熱核兵器を以って攻撃し起こった、人類史上最悪の虐殺戦争。これによりベアトリスとルキウスの祖国も失われた。
宇宙暦（U.C）宇宙人類連合会議の盟主であるタイタン（ニュー・ソラル）と地球国家連合（ネオ・テラーズ）の和解が成立し、宇宙人類連合会議に地球国家連合（ネオ・テラーズ）が加わる形での統一政体と成った2210年より始まる。
第2次コーデリア宙域の戦いボーガンのコーデリアへの潜入作戦を無視したキリアの強行によって引き起こった戦争。「鬼姫」ことアリシア率いるコーデリア軍の少数の装甲騎を相手にキリアの大艦隊が勝利確実かと思われたが、コーデリア軍の新型装甲騎「ツヴァイ」の存在によってキリア艦隊の対装甲騎用新兵器である「ゴネリル」を潰され、大敗を喫した。
新宇宙暦（N.U.C）中立勢力の旗手であった天王星の要塞都市国家コーデリア公国を中心とし、第三の勢力ディ・エルデをボーガンが設立させ、2255年/宇宙暦45年に新宇宙暦を称した。
第3次コーデリア宙域の戦いディ・エルデ設立という形で宇宙連邦に反旗を翻したボーガンに危機感を抱いたネオ・テラーズとニュー・ソラルが密かに休戦協定を締結。その後、二派による連合艦隊とボーガンの傘下に加わったアリシア率いるディ・エルデ軍との戦いに発展し、最終的にはディ・エルデ軍の大勝に終わる。
アルカディア海海戦ボーガン率いるディ・エルデ艦隊とベアトリス率いるクシャナ艦隊が、火星の当該砂海上で激突した戦い。キラ率いる砂海装甲騎部隊の陽動作戦によってディ・エルデ艦隊の大敗に終わる。
ヘルメス紛争

## キャラクター

### 主人公
ドニ・ボーガン（Doni）
『監獄戦艦/IF/2/3』の主人公。声はアニメ版が三川春人。地球出身。身長176センチ。
ネオ・テラーズが極秘裏に推し進めている「洗脳改造」の第一人者で、1000人の女を堕としてきたと自負する。策謀に長け窮地に陥るごとに逆転するしぶとさを持つ自身を「負けて勝つ」と評する。本名や偽名で呼ばれることもあるほか、艦長や卿など、肩書で呼ばれるときもある。本性時の一人称は「俺」。仮性包茎の巨根。関係は不明だが同社の別ゲーム『対魔忍アサギ外伝 the Nightmare』に同じファミリーネーム（ラストネーム）のリカルド・ボーガンという青年が登場している。
『監獄戦艦』ではネオ・テラーズの宇宙連邦軍少佐にして“監獄戦艦”ジャサント号の艦長を務め、かつて自分に屈辱を与えたリエリとナオミの要人2名の洗脳任務に当たる。しかし航海期限内に100%の完成度までには至らず2人の工作もあって最終的には拘禁されるが、人格切り替えのトリガーにしていた艦内照明に近い条件を獄中で整え、尋問に訪れていた2人を利用し脱獄に成功する。
『IF』では『監獄戦艦』でのノーマル/グッドエンドの結末を前提とした「もしも」の後日譚で、リエリ編ではリエリとの結婚を進めようとし、ナオミ編では久し振りに会うナオミを再調教する。
『2シリーズ』ではネオ・テラーズの宇宙連邦軍中佐ディノ・ディラッソの身分を得て、ジャサント号の後継として建造された第2の“監獄戦艦”イェルケル号の艦長を務める。さらにコーデリアの大司教を装って潜入するも、早々にアリシアに疑念を持たれ失敗し投獄されるが、リエリの協力により脱獄。その後リエリと共に首脳2名を罠に嵌め、捕縛に成功し洗脳第一段階を完了させて任務を続行。しかしキリアの亡命により暗躍が露見しまたしても拘禁されるが、最終的には初代議長という最高の地位にまで上り詰め、全宇宙に新たな勢力「ディ・エルデ」の旗揚げを宣言する。
『3』では砂海型超ド級戦艦ロートリンゲンを旗艦とする大艦隊の最高司令官として登場する。女帝ベアトリスと死神キラ率いるクシャナ軍との「アルカディア海海戦」で一敗地に塗れ捕らえられた際、キラに右腕を斬り飛ばされたため義手になっている。辛うじて一命をとりとめたボーガンは復讐のためネオ・テラーズの四老の一人との極秘会談へと赴くベアトリスとキラの護送任務を仕組み、永世中立国リブラシティの軍人セリオ・アダモ（Serio Adamo）の身分と身体データを偽証し、第3の“監獄戦艦”トリスタン号に招き入れることに成功する。
『アカデミア』ではヘルメス紛争でアルベルトを保護し、洗脳装置（メモリープラント）を貸し与えてユーリアとエリザの傀儡化を指示した“ボス”として登場する。
アルベルト・ペイン（Albelt Payne）
『アカデミア』の主人公。ヘルメス紛争時の総司令官ヨーゼフ・フンメルを父に持ち、本名はアルベルト・フンメルである。紛争の際にボーガンに保護され、彼の指示で洗脳を行う。身長180センチ。仮性包茎の巨根。
周囲の人物からは苗字や名前で呼ばれるほか、「アル」という愛称で呼ばれることもある。

### ニュー・ソラル
リエリ・ビショップ（Rieri Bishop）
声は原作シリーズ/『決戦アリーナ』が榊木春乃、アニメ版が井川葉月。タイタン出身。身長164センチ。スリーサイズはB92・W56・H88。
『監獄戦艦』のヒロイン。宇宙連邦軍の中佐で“ニュー・ソラルの理性”と称され、これまでネオ・テラーズ派の悪行を暴いてきた。夫婦別姓の既婚者でありユウ・アマダの妻。
過去の復讐に燃えるドニ・ボーガンの苛烈極まる洗脳処理を施されて「娼婦のように性技に長けた上官」的な別人格を作られ、夫とは正常位だけの性的経験しか無くボーガンの「慰安任務」と称する姦計に嵌められていく。しかし元人格に戻っている間にナオミと進めた工作によって最終的にはボーガンを拘禁することには成功するも、再び別人格を呼び出され隷属関係に戻ってしまう。
『IF』では前述の結末とは異なり逆転することなく洗脳が完了してから2か月が経っており、夫のアマダと暮らす土星に建てていた邸宅に戻され、地球から帰宅していた夫が隣で寝ている状況のなかボーガンによる寝取られプレイを敢行される。
『2シリーズ』ではナオミとは異なり洗脳が解けずボーガンに隷属しており、ボーガンを追っている冷淡な軍人という立場と、アリシア・ビューストレームとマヤ・コーデリアの旧知の友という姿を演じつつ、ボーガンの手足となって暗躍する。
ナオミ・エヴァンス（Naomi Evans）
声は原作シリーズ/『決戦アリーナ』がかわしまりの、アニメ版が沢木みなみ。タイタン出身。身長168センチ。スリーサイズはB90・W55・H84。
『監獄戦艦』のヒロイン。宇宙連邦軍少佐であり、リエリの副官にして幼馴染。ガンタートル操縦のプロフェッショナル。
過去の復讐に燃えるドニ・ボーガンの苛烈極まる洗脳処理を施されて別人格を作られ、処女で性的経験が皆無でボーガンの「慰安任務」と称する姦計に嵌められていく。しかし元人格に戻っている間にリエリと進めた工作によって最終的にはボーガンを拘禁することには成功するも、再び別人格を呼び出され隷属関係に戻ってしまう。
『IF』では前述の結末とは異なり逆転することなく洗脳が完了しておりボーガンの命で別行動をとらされており、2か月振りに戻ってきたジャサント号艦長室で自ら責めプレイを敢行する。
『2シリーズ』ではボーガンを脱獄させた直後に訪れた火星で個人差で先に洗脳が解けたことで反逆。しかしリエリに銃撃され罵倒された絶望から死を望むも、ボーガンが提案したリエリ解放という条件と引き換えに、正気のまま来るべき日まで身分を捨て潜伏生活に入ることを承諾する。
『3』では約束を果たすべくボーガンの元に戻ったが、新たな契約でお互いに裏切れない安全装置としてどちらかが死亡すると爆発するナノマシンを双方ともに脳内に移植した状態で、さらに従来の軍服ではなく与えられた熱光学迷彩スーツの姿になっている。
ユウ・アマダ
リエリ・ビショップの夫であるニュー・ソラル派の士官で、階級は少佐。兵器開発局に務めており赴任先の地球でリエリの到着を待っていた。ボーガンにリエリを洗脳改造されてからもその事実は知らないため夫婦の籍はそのままとなっているが、リエリ曰くセックスレスなのは結婚後から変わっていない。『IF』では情事後に合うようにナオミにかけさせた電話の音で目覚めたことで全てを目の当たりにし、リエリから手渡された拳銃で自殺するという結末になっている。
アリシア・ビューストレーム（Alicia Viewstroem）
声はももぞの薫。『2シリーズ』のヒロイン。コーデリア公国軍司令官にして、マヤ・コーデリアの補佐役兼後見人であり、実の姉妹以上に仲が良い。フリッツ・アナヤとは半同棲中で、国民も公認の恋仲でもあるがまだ肉体関係にはなっていない。前作のヒロインのリエリ・ビショップとは親友関係で、彼女の結婚式にも出席していた。
父はイェルド・コーデリア大公の弟レイフ・ビューストレーム伯爵で、宇宙連邦発足当初の混乱の中でイェルド大公とレイフ伯爵が暗殺されたのち、イェルド大公の娘である幼いマヤの後見人として摂政となった。その威風堂々たる王者のような振る舞いと華麗な美しさ、そして装甲騎を以って戦場を駆ける最強の英傑として軍部や国民から絶大な信頼と畏敬の念を集めており、鬼姫の異名を持つ。
小国に過ぎなかったコーデリアをネオ・テラーズやニュー・ソラルに大きな影響を及ぼす軍事強国へと導き、軍事技術開発においても天才の才能を発揮、一般パイロット用に「装甲騎ヌル」を完成させた。自身もパイロットとして専用の装甲騎「アインス」を駆る。
常人では考えられない強靭な精神力の持ち主であったが、ドニ・ボーガンによる苛烈極まる洗脳処理を施され、結婚するまでは純潔を守る思想の処女で性的経験が皆無でボーガンの「慰安儀式」と称する姦計に嵌められ、陥没乳頭などの部位を異常に改造されるもキリアの協力でボーガンの拘禁に至る。しかし最終的には100%の洗脳に達し隷属する。
『3』ではマイクロチップに残してある元人格をたまに戻して、正常と異常の交互プレイを楽しんでいることがボーガンによって語られている。さらに兵器用アンドロイドの開発にも携わり、ボーガンの腹心達顔負けの人体実験で得た成果をボーガンにサプライズプレゼントしようとしている近況がハンスによって語られてもいる。
マヤ・コーデリア（Maya Cordelia）
声はひむろゆり。『2シリーズ』のヒロイン。コーデリア公国軍次期大公であり、アリシア同様に臣下国民からの人気が高い。後見人となった従姉アリシア・ビューストレームから将来を嘱望され、マヤ自身もアリシアを「姫姉さま」と呼び敬愛している。
普段は箱入り娘同然の世間知らずだが、剣術に長け、一瞬にしてドニ・ボーガンの副官であるルッツ大尉の首を刎ね飛ばし、屈強な兵士5人を一度に切り伏せるほどの実力を持つ。同時に、専用の装甲騎「ツヴァイ」を駆るパイロットでもあり、第2次コーデリア宙域の戦いにて初陣を果たし大勝を収める。
アリシア同様に強靭な精神力の持ち主であったが、ボーガンによる苛烈極まる洗脳処理を施された上、「慰安儀式」と称する姦計に嵌められ、陰核亀頭などの部位を異常に改造され肛門性交の快楽に目覚めるが、キリアの協力でボーガンの拘禁に至る。しかし最終的には100%の洗脳に達し隷属する。
『3』では表向きは第52代国家元首コーデリア大公となったが、その実態は議長ボーガンに支配されており、マイクロチップに残してある元人格をたまに戻して、正常と異常の交互プレイを楽しんでいることがボーガンによって語られている。
フリッツ・アナヤ
アリシア・ビューストレームの恋人で、「装甲騎」を開発した天才的な科学者にして、技術少将。大公宮でアリシア達を出迎えていたのが最後の姿で、ボーガンにアリシアを洗脳改造されコーデリアがディ・エルデへと変貌してからの後年の動向については不明となっているが、ルート次第ではマヤも含めた大公宮での乱交現場を目の当たりにし、ボーガンからの“味見”の誘いに沈黙で答え部屋から出ていくという結末になっている。
ピカード
コーデリア宇宙軍の装甲騎「ヌル」のパイロットで、マヤとアリシアに付き従う古参の老兵。階級は少佐。ミハエルとログスの両少尉と組んでマヤのツヴァイを護衛し、第2次コーデリア宙域の戦いでの勝利に貢献した。
ユーリア・ブラッドストーン（Julia Bloodstone）
声は中野志乃。ヘルメス出身。28歳。身長164センチ。スリーサイズはB90（Fカップ）・W56・H90。
『アカデミア』のヒロイン。ソラル・ギャラクシー教の敬虔な信者のため、性知識がほとんどない。
エリザ・パールマン（Eliza Perlman）
声は北板利亜。ヘルメス出身。25歳。身長176センチ。スリーサイズはB100（Jカップ）・W58・H96。
『アカデミア』のヒロイン。2歳年上のウィリアム・バローを夫にもつ既婚者のため正しくはエリザ・バロー（Eliza Barrault）だが、仕事上からファミリーネーム（ラストネーム）はパールマンを名乗っている。
ウィリアム・バロー
エリザの夫で、エリザからは「ウィル」と呼ばれている。
ゲオルク・ラングハイム
ニュー・ソラル現主流派の派閥で権力をもつ老将軍。ヘルメス紛争後に秘密裏に行われた戦争犯罪の首魁。

### ネオ・テラーズ
ドニ・ボーガン、ボーガンの部下達
『2シリーズ』まで所属。
ウィリアム・アーレ・モーラー
地球出身。ネオ・テラーズを率いる4人の指導者「四老」の一人で、宇宙連邦軍作戦部長。階級は大将。
『3』ではボーガンにベアトリスとキラを洗脳させその脅威を排除させる命令を下し、両名捕縛のための嘘の和平交渉会談の信憑性を持たせるためにモーラー自身も姦計をめぐらせる協力をした。
しかしその後、ボーガンとルキウスの陰謀によって「四老」地位を追われ、‘不慮の事故’によって亡き者となる。
キリア・イェフ（Kiria Jeff）
声は中野志乃。地球出身。ネオ・テラーズ派宇宙連邦軍少将。ネオ・テラーズ首脳陣に取り入って出世を果たした強硬派であり、自分の気に入らないもの、または敵対者には容赦なく姦計をめぐらせる陰謀家。
ボーガンが担当調査した「キリアによる同僚将校の殺人疑惑」の時、結果として証拠不十分で不起訴処分となるが、以降ボーガンとは犬猿の仲となる。
ボーガンのコーデリアへの潜入作戦を省みず、ネオ・テラーズ大艦隊を率いてコーデリアへ侵攻。対装甲騎用新型兵器に頼りすぎ、コーデリア軍の新型装甲騎とアリシア・ビューストレームの用兵術を甘く見た結果敗走を余儀なくされる。その後コーデリアに捕獲されたキリアはコーデリアに嬉々として降伏、ボーガンの情報との対価としてコーデリア公国軍中将となったのが最後の姿で、彼がコーデリアを掌握しディ・エルデへと変貌してからの後年の動向については不明となっている。

### ディ・エルデ
『2シリーズ』までは#ネオ・テラーズで、その終盤から『3』にてディ・エルデとなる。
ルッツ
地球出身。ネオ・テラーズ大尉で、ボーガンコンピュータに関わる知識と技術に秀でており、ドニ・ボーガンへの忠誠心溢れる初代副官。『2シリーズ』でマヤによって首をはねられ死亡する。
ウーログ（Olov）
地球出身。身長162センチ。科学博士の称号を持ち、性的虐待分野においては100年に1人の天才と云われるが、その研究対象の異常さから学会を追放され、路頭に迷っていた彼をボーガンによって拾われる。収集癖があり、彼の自宅には手足を切断して、生きた性具と化した少女を何人も保管している。『3』ではディ・エルデ軍中尉。
インゲボリ（Ingeborg）
地球出身。身長180センチ。洗脳ラボ副室長で、元学者という経歴を持つ。洗脳装置（メモリープラント）を取り巻く天才達のまとめるなど、軍団運用の手腕に定評があり、ボーガンの参謀も兼任。また、暴力による陵辱を特に好み、二十世紀の作家マルキ・ド・サドに心酔している。『3』ではディ・エルデ軍大尉。
マグヌス（Magnus）
地球出身。身長180センチ。脳を手術し記憶を操作するスペシャリストで、常日頃から変態的な新人格開発に余念がない。性器と同等の機能を持つ脳、脳と同じく思考する性器、この二つを作り出すのを長年の夢としている。『3』ではディ・エルデ軍の軍医大尉。
ハンス（Hans）
地球出身。身長180センチ。洗脳ラボ室長。「後家食い」を自称し、わざわざ夫を殺してから妻を調教し、それが堕ちた瞬間に自分が夫を殺したことを暴露する。『3』ではディ・エルデ軍少佐で、多岐にわたる手腕と知性のバランスの良さを評価され、ミュラー少佐の死後ボーガンの三代目副官を兼任する。
ミュラー
地球出身。『2シリーズ』から登場し、ルッツ大尉が殺害されたのち、新たに副官に任命された二代目。階級は中尉。筋金入りのアナルファッカーであり、全ての穴を肛門改造された妻を娶っている。『3』では少佐となるが「アルカディア海海戦」で自艦に砲撃を受け、ボーガンを庇い数人の参謀共々と「人間の盾」となり戦死する。
エメリヒ・メックリンガー
コーデリア出身。『3』から登場し、ボーガンがコーデリアを堕としたのち配下となる。若い女を一瞬にして虜にしそうな容貌でありながら、女装した若い男にしか興奮しない。アリシアの下、第3次コーデリア宙域の戦いなどで武勲を重ねた歴戦の勇者。戦艦撃墜数23隻を誇る元装甲騎パイロットであり「コーデリアの狼」の異名を持つ。階級は准将。火星でのアルカディア海海戦のおり、80機からなるアウグスタ別働隊の指揮官として出撃、キラの駆るエクセルシアとドレッドノート部隊との交戦の末に戦死した。

### クシャナ軍
ベアトリス・クシャナ（Beatrice Kushan）
声は有賀桃。地球出身。身長172センチ。スリーサイズはB98・W56・H95。
『3』のヒロイン。火星のクシャナ軍司令官。数々の血塗られた伝説を持ち「女帝」または「魔女」呼ばれるようになる。ルキウス・ロマノフの内縁の妻で、キラの母でもある。キャビアとワインが大好物。
過去、敵対する軍へ降伏を呼びかけるベアトリスの使者を敵軍に惨殺されたことによりクシャナ軍は敵軍を完全包囲、その後一切の交渉を拒絶。そのまま敵軍および敵国市民12万人を餓死に追い込み、骨と皮だけになった死体が転がる中、残った人々が僅かな食料を求めて殺し合う地獄を創り上げた。
また、敵軍の女首長である「火星のジャンヌダルク」ことユーリア・バルツァーを、自分の暗殺未遂の罪で捕縛し、ユーリアの夫や子供を始めとした一族郎党乳児に至るまで全て探し出し、それをユーリアの目の前で一人ずつ「最も苦しみが長く知覚できる方法」で公開処刑していき、ユーリア自身を舌が噛み切れないように全ての歯を引き抜いた上四肢を引き裂き、手足から血を流しながら一週間もの間生かせ続けた。
その様な事情から銀河系で畏怖の存在として恐れられているが、夫であるルキウスを心から愛しており、唯一彼の前では良妻らしく振舞っている。
キラ・クシャナ（Kila Kushan）
声は片倉ひな。地球出身。身長164センチ。スリーサイズはB88・W56・H91。
『3』のヒロイン。ベアトリスとルキウス・ロマノフの娘で、褐色の肌は父親側の遺伝である。
専用の砂海装甲騎「エクセルシア」を駆るエースパイロットで、エリートとして育て上げられてきており、ナイフに血を付けること無く相手の知覚できない速さで人の首を切り落とせる程の腕と技を持つ殺人狂。母と同様に他人の痛みを嘲笑い、まるで空気を吸うように人を殺す冷酷無比かつ自己中心的で高慢なサディストでもある。一方で父のことを尊敬・敬愛しており、定期的に再会する時は相応の娘らしく懐いている。
公式グッズでフィギュア化もされている。
ルキウス・ロマノフ
地球出身。所属するネオ・テラーズの本拠地である地球の四大財閥の一つ、ユーラシアンの総裁であると同時に、ベアトリス・クシャナの内縁の夫であり、キラの父親でもある。
ロマノフ一族に不幸な出来事が起こり当主を継ぐべき男子が絶えてしまった際、ユーラシアン系列会社のCEOだったルキウスに白羽の矢が立ってロマノフ一族の婿養子となる。旧姓はムガル（祖国での発音はムガール）であり、「血の8月戦争」によって祖国を失った過去を持つこともあり、ベアトリスのことは公表できずにいるが、今でも妻子のことを愛しており、定期的に連絡を取り合い、非公式に再会もしている。
アルマン・ブーロー
地球出身。クシャナ軍「砂海型超高速潜水艦レイス」の艦長を務める老人。クシャナ軍の最古参の一人であり、女帝ベアトリスと死神キラの後見人を自任している。

### ヘルメス自由軍
表向きは宇宙連邦＝無所属（Independents）で、『アカデミア』の終盤で武力蜂起する。
カール・モルガン（Karl Morgan）
ヘルメス出身。カールソン学園・生徒会の副会長。
オットー・アイゼンハイム（Otto Eisenheim）
ヘルメス出身。カールソン学園・生徒会の書記。
ヤーコブ・ヘンゼン（Jacob Hensen）
ヘルメス出身。カールソン学園・生徒会の会計。
アウグスト・ベクテル（August Bechtel）
ヘルメス出身。カールソン学園・学園憲兵隊の憲兵長。

## 開発
監督ほかを務める笹＠（現笹山逸刀斎）が『対魔忍アサギ2 淫謀の東京キングダム』の次に手掛けた作品で、当初は全てアニメーションで制作する予定だった。ほぼ同じスタッフと手がけている対魔忍シリーズとは違ってエロティシズムの方向性はなるべく変えないコンセプトになっており、制作はしやすいという。
『1作目シリーズ/IF/2シリーズ/3』で#キャラクターのデザイン/原画を担当したカガミは「メカが苦手で苦労した」「アリシアの様なタイプが一番好き」と述べている。
BGMの音楽鑑賞機能は『アカデミア』を除いて採用されていないが、『PB/3/アカデミア』の限定特典CDアルバムに収録されている。

## 評価
- メディアクリップ（Media Clip）
  - 『監獄戦艦』☆4/5[36]、『IF』☆4/5[37][注 6]、『2』☆5/5[38]、『2A』☆2/5[39][注 6]、『2完』☆5/5[40]、『3』☆5/5[41]という「お薦め度」。
- アンケート
  - アダルトシーンのハード描写に対する感想では、賛否両論が拮抗しているという[1]。

## アダルトアニメ
『監獄戦艦 〜非道の洗脳改造航海〜』を基にした別名のアダルトアニメ作品。監獄戦艦 アニメシリーズとも総称される。2009年から2010年にかけて、Pixyよりリリースされた。全4話、各話約30分。声の配役は原作ゲーム側とは全て異なり、ボーガンなどの男性キャラは初のキャスティングである。主題歌はAnnaの『愛のイディア』。
- ラインアップ
  - 『監獄戦艦 Vol.01 洗脳の序曲』2009年5月29日発売 PXY-10033
  - 『監獄戦艦 Vol.02 洗脳改造』2009年12月25日発売 PXY-10041
  - 『監獄戦艦 Vol.03 破壊完了』2010年5月28日発売 PXY-10047
  - 『監獄戦艦 Vol.04 地獄END』2010年12月30日発売 PXY-10053
  - 『監獄戦艦 DVD-BOX』2011年10月28日発売 PXB-10011
- キャスト
  - リエリ・ビショップ：井川葉月
  - ナオミ・エヴァンス：沢木みなみ
  - ドニ・ボーガン：三川春人
  - インゲボリ：伊藤里子
  - ハンス：太郎一郎
  - カーティス：吉良覇守
  - メイソン：竜宮城二
  - マッドブル：井伊嘉元
  - マグマス：下田助兵衛
  - ルッツ：村瀬龍作

## アダルトビデオ
ZIZより3タイトルが、それぞれパッケージ版（DVD版）とダウンロード版（SD版・HD版）にてリリースされている。

### 監獄戦艦
『監獄戦艦 〜非道の洗脳改造航海〜』を基にした別名のアダルトビデオ作品。アドヴァタイジングスローガンは「非道の洗脳改造!!!」。オープニングテーマには『監獄戦艦2 要塞都市の洗脳改造』の『月光』が流用されている。
- ラインアップ
  - 『監獄戦艦』2014年1月31日発売 ZIZG-002
- キャスト
  - リエリ・ビショップ：小早川怜子
  - ナオミ・エヴァンス：春原未来

### 監獄戦艦 要塞都市の洗脳改造
『監獄戦艦2 要塞都市の洗脳改造』を基にした別名のアダルトビデオ作品。アドヴァタイジングスローガンは「女将軍と皇女を洗脳改造、都合の良いメス豚貴婦人に!!!」
- ラインアップ
  - 『監獄戦艦 要塞都市の洗脳改造>』2015年6月26日発売 ZIZG-012
- キャスト
  - アリシア・ビューストレーム：大場ゆい
  - マヤ・コーデリア：倉多まお
  - リエリ・ビショップ：佐々木恋海

### 監獄戦艦 ANOTHER STORY ［非道の寝取られ洗脳改造］
『監獄戦艦 〜非道の洗脳改造航海〜』を基にした別名のアダルトビデオ作品。
- ラインアップ
  - 『監獄戦艦 ANOTHER STORY ［非道の寝取られ洗脳改造］』2015年6月26日発売 ZIZG-012
- キャスト
  - リエリ・ビショップ：かすみ里穂

## 小説
- ぷちぱら文庫No.PP0014[44]『監獄戦艦 〜非道の洗脳改造航海〜』パラダイム、2011年5月31日発売、ISBN 978-4-89490-684-6
  - 著：布施はるか、画：カガミ、原作：LILITH。『監獄戦艦 〜非道の洗脳改造航海〜』を基にした同名のジュブナイルポルノ作品。
- ぷちぱら文庫No.PP0095[45]『監獄戦艦2 要塞都市の洗脳改造』パラダイム、2014年1月30日発売、ISBN 978-4-89490-495-8
  - 著：布施はるか、画：カガミ、原作：Anime LiLiTH。『監獄戦艦2 要塞都市の洗脳改造』を基にした同名のジュブナイルポルノ作品。

## 漫画
- 『コミックアンリアルアンソロジー Lilithコレクション2』キルタイムコミュニケーション、2010年2月26日発売、ISBN 978-4-8603-2882-5
  - 漫画：らくじん「監獄戦艦 〜非道の洗脳改造航海〜」、他を収録。
- 二次元ドリームコミックスNo.245『監獄戦艦 〜非道の洗脳改造航海〜』キルタイムコミュニケーション、2011年8月19日発売、ISBN 978-4-7992-0117-6
  - 漫画：楠木りん、原作：ANIME LiLiTH。『監獄戦艦 〜非道の洗脳改造航海〜』を基にした同名の成人向け漫画作品。
  - 『闘神艶戯』（キルタイムコミュニケーション）Vol.2・4・6・9・11・13・15・19・20掲載、描き下ろし1話収録（全9話+1話）。
- 『コミックアンリアルアンソロジー Lilithコレクション3』キルタイムコミュニケーション、2011年12月24日発売、ISBN 978-4-7992-0181-7
  - 漫画：あまぎみちひと「監獄戦艦2 要塞都市の洗脳改造」、他を収録。
- 二次元ドリームコミックス『監獄戦艦3 熱砂の洗脳航路』キルタイムコミュニケーション、2015年9月11日発売、ISBN 978-4-7992-0793-2 C0979
  - 漫画：楠木りん、原作：ANIME LiLiTH。『監獄戦艦3 熱砂の洗脳航路』と『監獄戦艦2 要塞都市の洗脳改造』を基にした同名の成人向け漫画作品。

## 関連商品
- “LILITH VOCAL COLLECTION -リリスボーカルコレクション-” (2016年5月27日). 2017年10月18日閲覧。：『2シリーズ』の『月光』と『3』の『熱砂ノ薔薇』を収録しているCDアルバム。
- “監獄戦艦 リエリ抱き枕カバー”.   LILITH NET SHOP (2013年11月29日). 2017年10月18日閲覧。：リエリの描き下ろしの抱き枕カバー2種、描き下ろしのポスター2種、録り下ろしのドラマCD2種など。Aセットの「2009ver.」は『監獄戦艦/IF』、Bセットの「2013ver.」は『2シリーズ/3』の基本設定となっている。
- “監獄戦艦 ナオミ・エヴァンス抱き枕カバー”.   LILITH NET SHOP (2014年2月7日). 2017年10月18日閲覧。：ナオミの描き下ろしの抱き枕カバー2種、描き下ろしのポスター2種、録り下ろしのドラマCD2種など。Aセットの「2014ver.」は『3』、Bセットの「2009ver.」は『監獄戦艦/IF』の基本設定となっている。
- “監獄戦艦2 アリシア抱き枕カバー”.   LILITH NET SHOP (2012年3月30日). 2017年10月18日閲覧。：アリシアの描き下ろしの抱き枕カバー、描き下ろしのポスター、録り下ろしのドラマCDなど。Getchu.com（マイルストン流通）では原作未設定の「褐色バージョン」が限定販売された[46]。
- “監獄戦艦2 マヤ抱き枕カバー”.   LILITH NET SHOP (2012年3月30日). 2017年10月18日閲覧。：マヤの描き下ろしの抱き枕カバー、描き下ろしのポスター、録り下ろしのドラマCDなど。Getchu.comでは原作未設定の「褐色バージョン」が限定販売された[46]。
- “監獄戦艦3 ベアトリス抱き枕カバー”.   LILITH NET SHOP (2014年1月10日). 2017年10月18日閲覧。：原作未設定の下着を含むベアトリスの描き下ろしの抱き枕カバー、描き下ろしのポスター、録り下ろしのドラマCDなど。
- “監獄戦艦3 キラ抱き枕カバー”.   LILITH NET SHOP (2014年1月10日). 2017年10月18日閲覧。：原作未設定の下着を含むキラの描き下ろしの抱き枕カバー、描き下ろしのポスター、録り下ろしのドラマCDなど。
- “監獄戦艦3 キラ・クシャナ 1/4.5 PVC完成塗装済フィギュア”.   Q-six/有限会社ビート (2017年2月22日). 2017年10月18日閲覧。：キラの原作準拠の下着の「通常カラー」と原作未設定の新色の「純白カラー&恥じらい顔」の2種のPVC製フィギュア、録り下ろしのドラマCDなど。